# Igors Miglinieks
Igors Miglinieks (né le 4 mai 1964 à Riga, dans la République socialiste soviétique de Lettonie en URSS) est un ancien joueur letton de basket-ball, évoluant au poste d'arrière. Il est actuellement entraîneur.